# Rue Thomas-Lemaître
La rue Thomas-Lemaître est une voie de la commune française de Nanterre, dans le département français des Hauts-de-Seine,.

## Situation et accès
Cette voie de circulation est accessible par la gare de Nanterre-Ville.

## Origine du nom
Elle porte le nom de Thomas Lemaître, natif de Nanterre, postillon aux messageries royales, puis postillon-fourrier de la comédienne Rachel.
En 1872, son fils Jean-Baptiste légua à la commune une propriété située au n°11
boulevard du Midi.
Des réaménagements lui sont apportés en 2017, en vue d'une sécurité améliorée.

## Historique
Cette rue qui s'appelait autrefois « rue des Goulvents » prend le nom de « rue Thomas-Lemaître »  en 1871.

## Bâtiments remarquables et lieux de mémoire

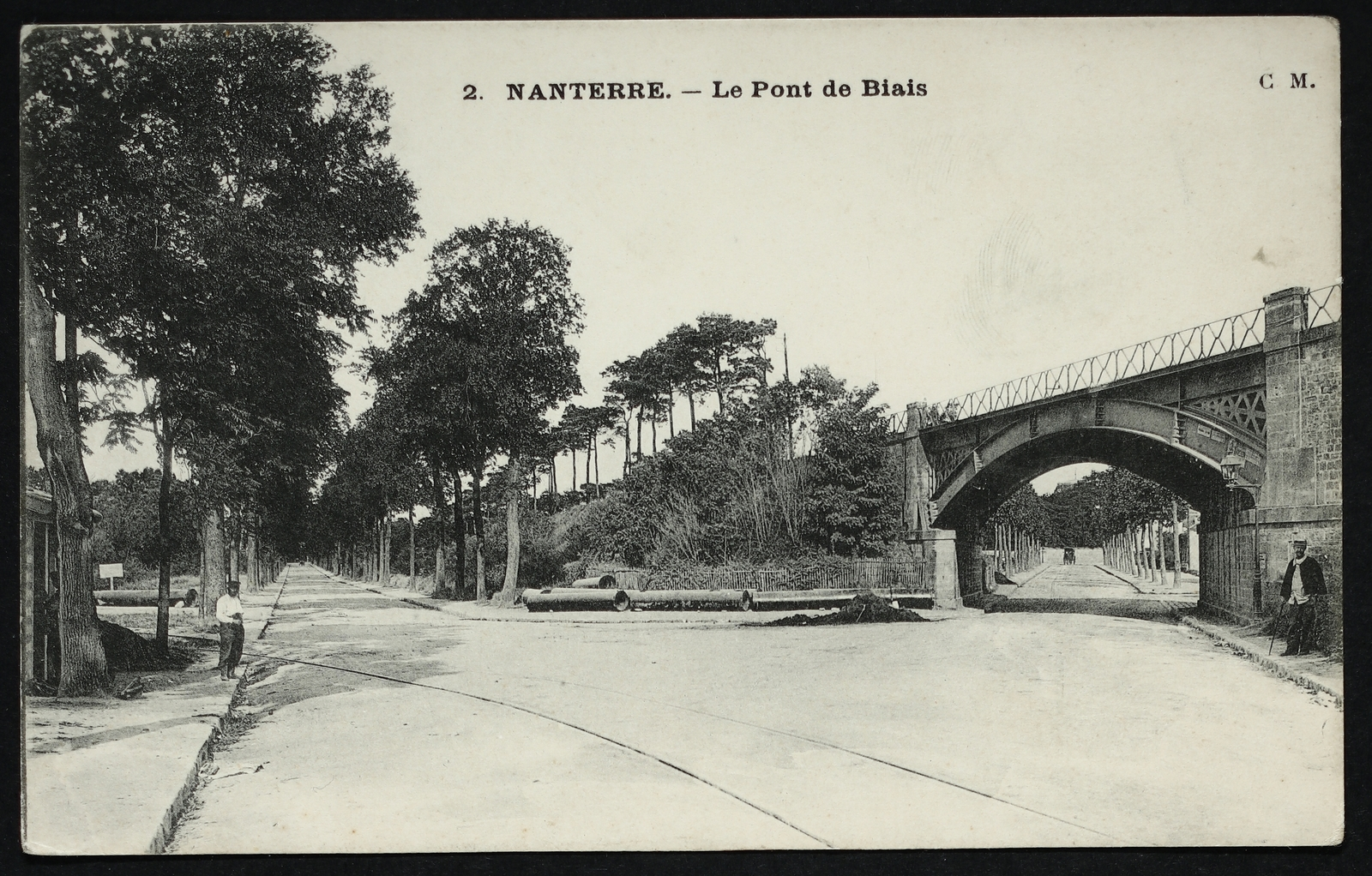
Ancien pont de Biais, vers 1900.

- Pont de Biais[6], qui passe sous la ligne de Paris-Saint-Lazare à Saint-Germain-en-Laye.